# Gerhard Dehm
Gerhard Dehm (* 8. August 1965 in Ansbach) ist ein deutscher Materialwissenschaftler.

## Leben
Dehm studierte 1986–1992 Werkstoffwissenschaften an der Universität Erlangen. Nach dem Diplom fertigte er im Max-Planck-Institut für Metallforschung seine Dissertation mit dem Titel Struktur, Zusammensetzung und mechanische Eigenschaften von Cu/Al2O3- und Cu/Ti/Al2O3-Grenzflächen an, mit der er 1995 von der Universität Stuttgart promoviert wurde.
Dehm blieb zunächst als Postdoc im Stuttgarter Max-Planck-Institut für Metallforschung bis 1996, um dann als Gastwissenschaftler 1996–1998 im Technion in Haifa zu arbeiten. Danach kehrte er als Wissenschaftler in das Max-Planck-Institut für Metallforschung zurück.
2005 wurde er als Professor für Materialphysik an die Montanuniversität Leoben berufen, wo er das Department Materialphysik und gleichzeitig als Direktor das Erich Schmid Institut der ÖAW (ESI) leitete.
2012 wurde Dehm zum Wissenschaftlichen Mitglied der Max-Planck-Gesellschaft und Direktor am Max-Planck-Institut für Eisenforschung berufen, wo er die Abteilung Struktur und Nano-/Mikromechanik von Materialien leitet. Daneben ist er Professor an der Ruhr-Universität Bochum. Forschungsschwerpunkte seiner Abteilung sind die modernen Methoden der Transmissionselektronenmikroskopie, in situ-Elektronenmikroskopie und Röntgendiffraktometrie, die experimentellen Methoden der Mikro- und Nanomechanik sowie die Grenzflächen- und Defekt-Physik und die mechanischen Eigenschaften heterogener Werkstoffe und dünner Schichten.

## Ehrungen und Mitgliedschaften
- Wahl zum korrespondierenden Mitglied der Österreichischen Akademie der Wissenschaften (2011)
- Forschungspreise für Nanowissenschaften des Landes Steiermark (2009)
- Masing-Gedächtnispreis der Deutschen Gesellschaft für Materialkunde (2002)
- Feodor-Lynen-Forschungsstipendium der Alexander von Humboldt-Stiftung (1996–1998)